# Nikol'skij rajon (Oblast' di Vologda)
Il Nikol'skij rajon in russo Никольский район? è un rajon dell'Oblast' di Vologda, nella Russia europea; il capoluogo è Nikol'sk. Istituito nel 1924, occupa una superficie di 7.476 chilometri quadrati.